# Nationaal park Leeuwin-Naturaliste
Het nationaal park Leeuwin-Naturaliste (Engels: Leeuwin-Naturaliste National Park) is een nationaal park in de Australische deelstaat West-Australië. Het park is 19.092 hectare groot en nationaal park Leeuwin-Naturaliste werd in 1957 opgericht.

## Geografie
De naam van het nationaal park verwijst naar de twee kapen aan de zuid- en noordzijde van het park, Cape Leeuwin en Cape Naturaliste. Cape Leeuwin is de zuidwestelijkste punt van het Australische continent, waar de Indische en de Zuidelijke Oceaan samenkomen. In het nationaal park ligt een kalksteenplateau dat tijdens de Pleistocene ijstijden is afgezet uit koraal en schelpen na een daling van de zeespiegel. In dit kalksteenplateau bevinden zich diverse druipsteengrotten, waarvan Mammoth Cave de bekendste is.

## Flora en fauna
De natuurlijke begroeiing varieert van heide in de kustgebieden tot bossen. Karri (Eucalyptus diversicolor) en jarrah (Eucalyptus marginata) domineren de bosgebieden van het nationaal park Leeuwin-Naturaliste. Tot de fauna van het nationaal park behoren soorten die alleen in het zuidwesten van West-Australië voorkomen, zoals de irmawallaby en westelijke ringstaartkoeskoes. Verder komen onder meer de westelijke grijze reuzenkangoeroe, emoe en rotsparkiet voor in nationaal park Leeuwin-Naturaliste.
Alexander Morrison · 
Avon Valley · 
Badgingarra · 
Bandiln͟gan (Windjana Gorge) · 
Beelu · 
Boorabbin · 
Brockman · 
Cape Arid · 
Cape Le Grand · 
Cape Range · 
Cliff Spackman · 
Collier Range · 
Dan͟ggu · 
D'Entrecasteaux · 
Dimalurru (Tunnel Creek) · 
Drovers Cave · 
Drysdale River · 
Eucla · 
Fitzgerald River · 
Francois Peron · 
Frank Hann · 
Gloucester · 
Goldfields Woodlands · 
Goongarrie · 
Gooseberry Hill · 
Greater Beedelup · 
Greenmount · 
Hassell · 
Hidden Valley · 
John Forrest · 
Kalamunda · 
Kalbarri · 
Karijini · 
Karlamilyi · 
Kennedy Range · 
Lawley River · 
Leeuwin-Naturaliste · 
Lesmurdie Falls · 
Lesueur · 
Millstream-Chichester · 
Mitchell River · 
Moore River · 
Mount Augustus · 
Mount Frankland · 
Mount Roe-Mount Lindesay · 
Nambung · 
Neerabup · 
Peak Charles · 
Porongurup · 
Purnululu · 
Scott · 
Serpentine · 
Shannon · 
Sir James Mitchell · 
Stirling Range · 
Stokes · 
Tathra · 
Torndirrup · 
Tuart Forest · 
Unnamed (Nr. 17519) · 
Unnamed (Nr. 46400) · 
Walpole-Nornalup · 
Walyunga · 
Warren · 
Watheroo · 
Waychinicup · 
Wellington · 
West Cape Howe · 
William Bay · 
Wolfe Creek Meteorite Crater · 
Yalgorup · 
Yanchep
Overzicht Nationale parken in:
 Australië · New South Wales · Noordelijk Territorium · Queensland · Zuid-Australië · Tasmanië · Victoria · West-Australië